# Observatoire de Triel-sur-Seine
 (mai 2023).
Si vous disposez d'ouvrages ou d'articles de référence ou si vous connaissez des sites web de qualité traitant du thème abordé ici, merci de compléter l'article en donnant les références utiles à sa vérifiabilité et en les liant à la section « Notes et références ».
L’observatoire de Triel-sur-Seine ou Centre astronomique des Yvelines est un observatoire astronomique situé à Triel-sur-Seine, en France, qui comprend un télescope.

## Histoire
L'observatoire est fondé en 1973 par le journaliste français Jean-Paul Trachier, également fondateur du parc aux étoiles.

## Description
L'observatoire de Triel-sur-Seine, situé en Île-de-France, accueille toute l'année les astronomes amateurs. Tous les vendredis, les membres de l'observatoire se réunissent pour observer, quand la météo le permet, ou pour discuter sur les dernières techniques et sur l'actualité. Ils accueillent également le grand public.

## Événements
Régulièrement depuis 2007, au mois de mars, l'observatoire organise un grand rassemblement des clubs et associations d'astronomie de l'Île-de-France et des alentours, qui réunit des centaines de personnes du grand public et des connaisseurs, la Méga Star Party. Des stands et des conférences permettent à tous de discuter sur les divers sujets qu'abordent les astronomes. Le soir, si la météo le permet, des centaines d'instruments d'observation sont mis à la disposition du public.

## Liste des Méga Star Party
| Nom de l'édition    | Date               | Thème                                                               | Invité d'honneur                   |
| ------------------- | ------------------ | ------------------------------------------------------------------- | ---------------------------------- |
| 1re Méga Star Party | 10 mars 2007       | L'astronomie amateur dans la France du XXIe siècle                  | Bruno Brugié                       |
| 2e Méga Star Party  | 15 mars 2008       | Le couple Terre-Lune                                                | Christian Arsidi                   |
| 3e Méga Star Party  | 21 mars 2009       | La pollution du ciel nocturne                                       | Audouin Dollfus                    |
| 4e Méga Star Party  | 20 mars 2010       | La planétologie                                                     |                                    |
| 5e Méga Star Party  | 12 et 13 mars 2011 | L'espace au féminin                                                 | Claudie Haigneré                   |
| 6e Méga Star Party  | 17 mars 2012       | La planète Mars                                                     | Francis Rocard                     |
| 7e Méga Star Party  | 16 mars 2013       | L'univers des particules                                            | Nathalie Besson                    |
| 8e Méga Star Party  | 5 et 6 avril 2014  | Les météorites, ces pierres tombées du ciel                         | Matthieu Gounelle                  |
| 9e Méga Star Party  | 14 mars 2015       | La lumière                                                          | Danielle Briot                     |
| 10e Méga Star Party | 21 mai 2017        | Les exoplanètes                                                     | Alain Riazuelo                     |
| 11e Méga Star Party | 7 avril 2018       | l'astrophotographie                                                 | Thierry Legault                    |
| 12e Méga Star Party | 6 avril 2019       | Il y a 50 ans l'homme marchait sur la Lune                          | Olivier de Goursac                 |
| 13e Méga Star Part  | 28 mars 2020       | Art et astronomie                                                   |                                    |
| 14e Méga Star Party | 11 mars 2023       | L'impactisme                                                        | Sylvain Bouley et François Costard |
| 15e Méga Star Party | 12 avril 2025      | Où est le temple du Soleil ? Enquête scientifique au pays de Tintin | Roland Lehoucq                     |

## Liste des présidents
| Période | Période | nom                |
| ------- | ------- | ------------------ |
| 1973    | 1995    | Jean-Paul Trachier |
| 1995    | 2005    | Audouin Dollfus    |
| 2005    | 2010    | Gilles Dawidowicz  |
| 2010    | 2016    | Patrick Roux       |
| 2016    | actif   | Hervé Roy          |